# Battlerite
Battlerite este un joc de acțiune gratuit bazat pe echipă, bazat pe gameplay multiplayer online de luptă arena (MOBA) dezvoltat și publicat de Stunlock Studios. Jocul este considerat un succesor spiritual comparat cu Bloodline Champions⁠(d) și este creat de aceeași dezvoltatori. O versiune cu acces timpuriu a jocului a fost lansată în septembrie 2016, vândundu-se peste 440.000 de exemplare în trei luni și a fost lansată oficial pe 7 noiembrie 2017.
În mai 2018, dezvoltatorii au anunțat dezvoltarea unui nou mod de joc free-to-play bazat pe genul battle royale, care urmează să fie lansat în vara aceluiași an. În august 2018, dezvoltatorii au anunțat că modul de joc nu va mai fi gratuit și, în schimb, va fi lansat ca joc de sine stătător, planificat să fie lansat până la sfârșitul lunii septembrie a aceluiași an.
În iulie 2019, Stunlock Studios a anunțat că munca activă la titlu se va opri. Octombrie aceluiași an a avut loc ultima actualizare de conținut; atât Battlerite cât și Battlerite Royal urmau să rămână în „modul de întreținere” în viitorul apropiat.

## Gameplay
Battlerite este format din două echipe, cu câte doi sau trei jucători fiecare, care se luptă unul împotriva celuilalt. Înainte de începerea jocului, fiecare jucător alege un personaj jucabil unic, numit Campion, cu abilități unice ofensive, defensive și de abilități de mișcare. Învingerea fiecărui jucător din echipa inamică câștigă runda pentru echipa ta, iar câștigarea a trei runde câștigă echipa ta jocul. Rundele au un cronometru de aproximativ două minute, iar când cronometrul se termină, apare o limită de moarte subită, care forțează treptat jucătorii să intre într-o zonă mică din centrul hărții. Jocurile pot fi jucate pe una din mai multe hărți, fiecare favorizând strategii diferite.
Spre deosebire de jocurile MOBA tradiționale, scopul jocului nu este distrugerea turnurilor sau a altor structuri de bază. În plus, jucătorii nu ucid unități neutre pentru a câștiga resurse și, prin urmare, jucătorii nu pot cumpăra articole sau alte resurse din joc pentru a crește statisticile sau abilitățile personajului lor. Acest lucru duce la un joc centrat pe acțiune, cu meciuri scurte în comparație cu jocurile mai lungi centrate pe strategie, obișnuite în acest gen.

## Recepție
Battlerite a primit în principal recenzii favorabile din partea criticilor; pe site-ul de recenzii agregate Metacritic, jocul atinge un scor general de 85 din 100. 
PC Gamer a acordat jocului un scor de 89%, lăudând ritmul jocului, modelul free-to-play și simplitatea în comparație cu alte jocuri din genul său. În mod similar, Ian Nowakowski de la IGN acordat Battlerite un scor de 8,2 din 10. În timp ce critică recompensele de progresie aleatorie drept „nelucitoare”, Nowakowski concluzionează că „Battlerite este adevărat acolo unde contează, și asta este în arena. Luptele în echipă lovesc puternic în centrul a ceea ce face ca jocurile competitive să fie atât de captivante oră după oră.”
Battlerite a crescut rapid în popularitate după lansare. La două săptămâni după lansarea jocului în acces timpuriu pe Steam, Stunlock Studios a susținut că a strâns deja 200.000 de jucători, în ciuda faptului că la acea vreme jocul era pay-to-play. În prezent, Battlerite are o bază mică de jucători. Potrivit SteamCharts, în 2017 numărul de jucători a atins vârful în noiembrie, cu 44.850 de jucători în acea lună; din 2018, vârful mediu lunar a scăzut la mai puțin de 4.000.
PC Gamer a inclus Battlerite în lista sa cu cele mai bune jocuri gratuite de pe platforma Steam.